# Peter Groll (Komponist)
Peter Groll (* 1. Mai 1974 in Bratislava) ist ein slowakischer Komponist.

## Leben
Nach seiner 1988–1992 erfolgten Ausbildung in Computer- und Steuerungstechnik an der Fachoberschule für Elektrotechnik in Bratislava besuchte Peter Groll zunächst 1992–1994 das von Igor Šimeg gegründete Musikstudio (Gesang, Schauspiel und Tanz). 1994 trat er in die Kompositionsklasse von Peter Martinček am Konservatorium Bratislava ein. Ab 1998 setzte er das Studium an der Hochschule für Musische Künste Bratislava (Vysoká škola múzických umení v Bratislave – VŠMU) bei Ivan Parík und 1999–2003 bei Vladimír Bokes fort. 2010–2014 absolvierte er an der VŠMU ein Doktoratsstudium bei Daniel Matej. Bereits ab 2003 arbeitete Groll als freischaffender Künstler. Mit Kolleginnen und Kollegen wie Lucia Papanetzová, Denisa Benčová und Marián Lejava engagierte er sich auch in dem 2000 gegründeten Studentenfestival für zeitgenössische Musik ORFEUS. 2003 war er Mitbegründer und erster Vorsitzender der Vereinigung junger Komponistinnen und Komponisten SOOZVUK. Seit 2009 unterrichtet Peter Groll Komposition am Bratislavaer Konservatorium.

## Preise und Auszeichnungen
- 2003: IGRIC-Filmpreis für Quartetto
- 2004: Preis der slowakischen Urheberrechtsgesellschaft SOZA[5] für Klavierquintett
- 2005: DOSKY-Theaterpreis für Tiso
- 2011: DOSKY-Theaterpreis für 4 Men

## Werke (Auswahl)

### Theater, Szenische Performances
- O slnečnej bábike a dažďovom panáčikovi (Über die Sonnenpuppe und das Regenmännchen). Marionettenspiel (1997)
- O desiatich černoškoch (Über zehn kleine Negerlein). Marionettenspiel (1998)
- U. N. A. Live-Elektronik zu einer szenischen Experimentalperformance von KVS Brüssel[6] (2005)
- Tiso. Chöre und Szenenmusik zu dem Monodrama von Rastislav Ballek[7] (2005)[8]
- La Fleur Vide. Elektroakustische Collage für ein Theater-Zirkus-Projekt in Neerpelt, Belgien (2005)[9]
- Prorok Ilja (Ilja, der Prophet). Chöre, Lieder und Szenenmusik zu dem Drama von Tadeusz Słobodzianek (2005)
- Hořké slzy Petry von Kantové. (Die bitteren Tränen der Petra von Kant). Musik zu dem Stück von Rainer Werner Fassbinder (2006)[10]
- Návšteva (Der Besuch). Musik zu der tragischen Komödie „Der Besuch der alten Dame“ von Friedrich Dürrenmatt (2017)

### Ballett, Tanzstücke
- Ifigénia. Tanzstück für das Modern Dance-Ensemble Alfa (1996)
- Mýtus (Mythos). Tanz- und Puppentheaterstück von Ivan Martinka für die Kompanie ARTYCI (1996)[11][12]
- Faust. Tanztheaterstück von Šárka Ondrišová[13] und Dodo Gombár (2000)
- In a Minor Key. Tanzduett von Petra Fornayová und Peter Groll (2001)
- Silent Snow. Tanzstück (2008)
- Quadrans. Tanzstück (2010)
- 4 Men. Tanzstück (2011)
- Elegancia kvantového králika (Eleganz eines Quantenkaninchens). Tanzperformance (2015)
- BESS – Hommage an Rudolf Laban. Tanzstück (2016)[14]
- Sólo pre 3 vysávače. Musik zu einer Tanzaufführung (Solo für drei Staubsauger) (2018)[15]
- Vráskanie (Furchen). Musik zu einer Tanzaufführung (2019)[16]

### Gesangsstimme und Streichorchester
- …eleison… für Sopran und Streichorchester (1997, rev. 2002, 2006, 2013)
- Drei Arien für Sopran, Cembalo und Streichorchester (2002, rev. 2005)

### Orchester
- Adagio (1997)
- Coda archaica (1998)
- Chiméra (Chimära). Sinfonische Variationen (2002, rev. 2007)
- Desire – Second view (2019)

### Streichorchester
- Divertimento (1998)
- Zalan (2002/2003, rev. 2004)
- Ešte jeden valčík (Noch ein Walzer) (vor 2012)

### Ensemble
- Megane für fünfzehn Instrumente (2007)
- Fontana MIX für Ensemble, Elektronik und Brunnen (2011)

### Duos und Kammermusik
- Zaváraniny (Marmeladen). Suite für Oboe, Klarinette und Fagott (1995)
- Zwei Karikaturen für Bläserquintett (1996)
- Variácie na vlastnú tému (Variationen über ein eigenes Thema) für Flöte, Klarinette, Violine, Violoncello, Fagott und Vibraphon (1996)
- Klavierquintett (1997)
- Sonáta o túžbe, chcení a milosti (Sonate über Sehnen, Wollen und Gnade) für zwei Violine und Viola (1997)
- Suita v starom slohu (Suite im alten Stil) für zwei Violinen (1997)
- Klaviertrio (1998)
- Klarune. Variationen für Klarinette und Klavier (2000)
- Duo. Zwölftonvariationen für Klarinette und Fagott (2001)
- Romanze für Violoncello und Klavier (2009)
- Leaves für Klavier, Violoncello und Elektronik (2014)

### Instrument solo
- Esdemóna. Sonate für Klavier (1999)
- Solo für Violine (1999)
- Solo Cello für Violoncello (1999)
- Tri sóla (Drei Solos) für Gitarre (1999)
- Play Viola. Zwölftonstudie für Viola (2000)
- Play Violin für Violine und Elektronik (2001, rev. 2009)
- Prasklina (Riss) für Violine, Klavier und Elektronik (2004)
- Detská skladba (Kinderstück) für Klavier (2007)
- V kvapke nekonečna (In einem Tropfen der Unendlichkeit) für Klavier und Elektronik (2014)
- Second Touch für Violoncello und Elektronik (2014)

### Gesangsstimme mit Instrument(en)
- Tri zbojnícke piesne (Drei Banditenlieder) nach Volksliedtexten für Bariton und Klavier (1995)
- Drei Lieder nach Gedichten von Khalil Gibran für Bariton, Streichquintett und Klavier (2003)
- Psalm 6 für Bassbariton und Gitarre (2013)
- Ave Maria für Sopran und Orgel (2013)
- Verše (Verse). Lieder nach Versen von Vojtech Mihálik[17] aus der Sammlung „Appassionata“ für Sopran, Klarinette und Klavier (2018)

### Chor
- Milenci (Liebende) nach einem Text von Valentín Beniak[18] für gemischten Chor a cappella (1996, rev. 2006)
- Prosbopis nach dem Text des Briefes slowakischer Rabbiner an Jozef Tiso von 1942 für Sprecher und gemischten Chor (2005)
- Cesta k Iljovi (Der Weg zu Ilja). Zyklus geistlicher Lieder nach Texten von Tadeusz Słobodzianek für gemischten Chor und Orgel (2005)
- Ave verum corpus für gemischten Chor, Violoncello, Kontrabass und Orgel (2013)

### Musik für Film und Fernsehen
- Slováci na cestách (Slowaken auf Reisen). Dokumentarfilmzyklus (1998)
- Quartétto. Spielfilm, Regie: Laura Siváková (Sivakova)[19] (Slowakei/Tschechien, 2001)
- The Show Regie: Juraj Bohuš (USA, 2002)
- Malá nesdělení (Kleine Neuigkeiten). Kurzfilm, Regie: Mirá Fornayová (Mira Fornay)[20]  (Tschechien, 2002)
- Mamut Kaput. Absolventenfilm an der VŠMU, Regie: Peter Filo (2003)
- All Fall Dawn. Kurzfilm, Regie: Rebecca Ormond (USA, 2004)
- Noah. Regie: Miriam Petráňová, Jozef Fruček (2004)
- Glass Turns Cloudy. Regie: Juraj Bohuš (USA, 2006)

## Diskographie (Auswahl)
- Prasklina – Milan Paľa (Violine), Jevgenij Iršai (Klavier) – auf: SOOZVUK (Slowakischer Musikfonds, 2006)
- Play Violin – Milan Paľa (Violine), Peter Groll (Elektronik) – auf: Milan Paľa. Violin Solo 2 (Pavlík Records, 2010)
- Silent Snow, Noah, Quadrans – auf: SHORT CIRCUIT. Close-Ups (Slowakisches Musikzentrum, 2011)[21]
- Detská skladba – Diana Buffa (Klavier) – auf: Slovak Composers‘ Fifth Variations (Slovak Music Bridge, 2011)
- Ave Maria, Ave verum corpus – Mariana Sajko (Sopran) Bratislava Vocal Consort, Zuzana Rahlová (Violoncello), Ján Linhart (Kontrabass), Zuzana Zahradníková (Orgel), Leitung: Iveta Weis Viskupová – auf: Musica Nova Spiritualis 2014 (Katholische Universität Ružomberok, 2014)